# Signo del conejo
Según la astrología china, el signo del conejo o liebre (como es conocido en la mitología china), es emblema de la longevidad. En este caso, el Conejo simboliza la gracia, los buenos modales, el consejo sano, la bondad y la sensibilidad. Es similar al gato en el antiguo Egipto.

## Años y los cinco elementos
Más información: Ciclo sexagesimal chino
Se puede decir que la gente nacida durante estos intervalos de tiempo, han nacido en el "Año del conejo".
| Inicio                | Final                 | Elemento    |
| --------------------- | --------------------- | ----------- |
| 29 de enero de 1903   | 15 de febrero de 1904 | Agua (水)   |
| 14 de febrero de 1915 | 2 de febrero de 1916  | Madera (木) |
| 2 de febrero de 1927  | 22 de enero de 1928   | Fuego (火)  |
| 19 de febrero de 1939 | 7 de febrero de 1940  | Tierra (土) |
| 6 de febrero de 1951  | 26 de enero de 1952   | Metal (金)  |
| 25 de enero de 1963   | 12 de febrero de 1964 | Agua (水)   |
| 11 de febrero de 1975 | 30 de enero de 1976   | Madera (木) |
| 29 de enero de 1987   | 16 de febrero de 1988 | Fuego (火)  |
| 16 de febrero de 1999 | 31 de enero de 2000   | Tierra (土) |
| 3 de febrero de 2011  | 22 de enero de 2012   | Metal (金)  |
| 22 de enero de 2023   | 9 de febrero de 2024  | Agua (水)   |
| 8 de febrero de 2035  | 27 de enero de 2036   | Madera (木) |
| 26 de enero de 2047   | 13 de febrero de 2048 | Fuego (火)  |
| 11 de febrero de 2059 | 1 de febrero de 2060  | Tierra (土) |
| 31 de enero de 2071   | 18 de febrero de 2072 | Metal (金)  |
| 17 de febrero de 2083 | 5 de febrero de 2084  | Agua (水)   |
| 5 de febrero de 2095  | 24 de enero de 2096   | Madera (木) |

## Compatibilidad
Según el horóscopo chino, las parejas ideales del Conejo son la Cabra, el Perro y el Cerdo. El conejo no es compatible con el Gallo y el Dragón.
| Precedido por: Tigre | Signos del Zodíaco chino | Sucedido por: Dragón |